# Opisthotonos
 (janvier 2016).
Si vous disposez d'ouvrages ou d'articles de référence ou si vous connaissez des sites web de qualité traitant du thème abordé ici, merci de compléter l'article en donnant les références utiles à sa vérifiabilité et en les liant à la section « Notes et références ».
L'opisthotonos (en grec ancien : ὀπισθότονος, de opistho, vers l'arrière et tonos, tension) est une contracture généralisée prédominant sur les muscles extenseurs, de sorte que le corps est incurvé en arrière et les membres sont en extension. Il s'agit de l'un des signes classiques d'une atteinte par le tétanos, mais de nombreuses autres affections peuvent en être l'origine.

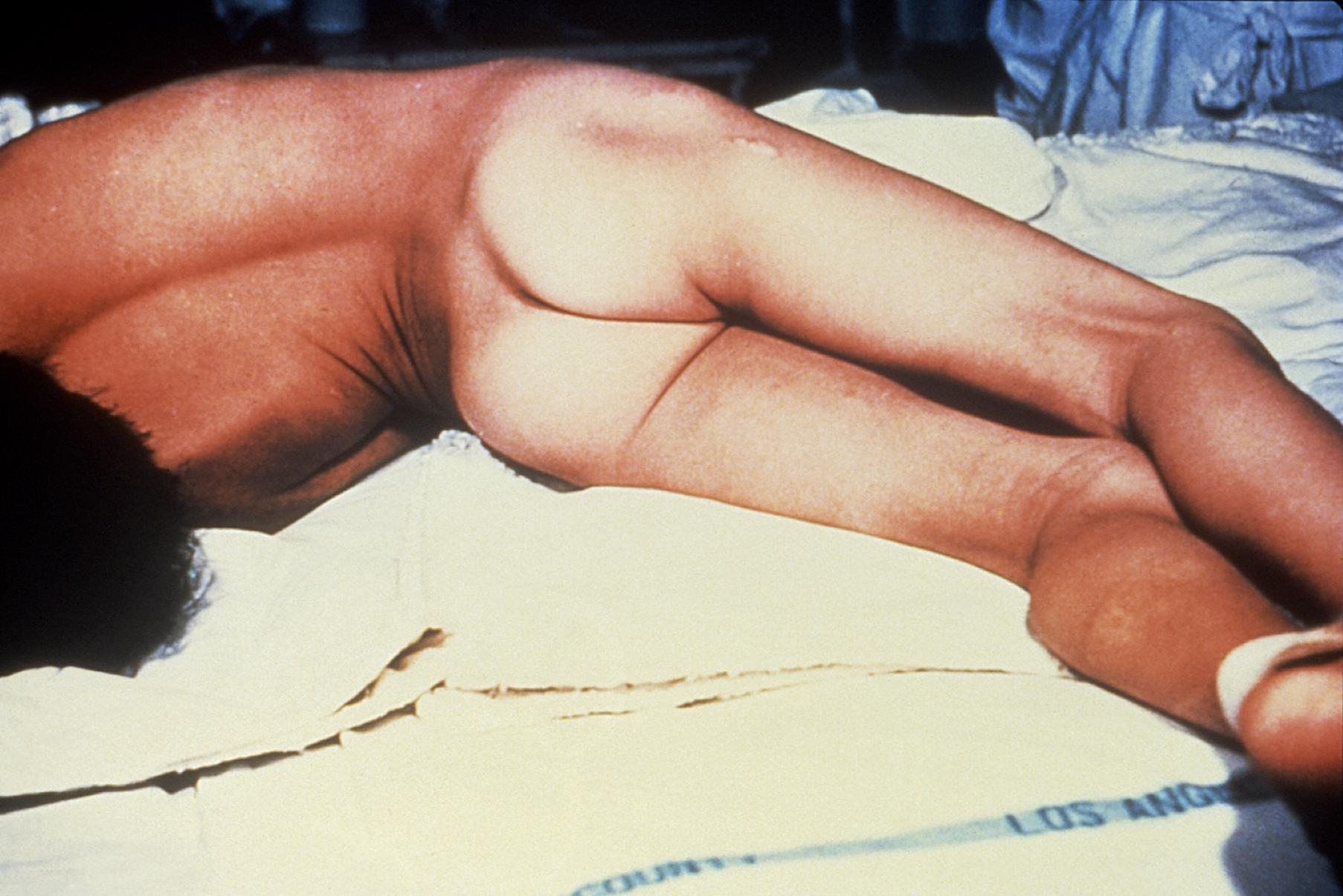
Opisthotonos : hyperextension du dos caractéristique du tétanos due à la contracture des muscles paravertebraux

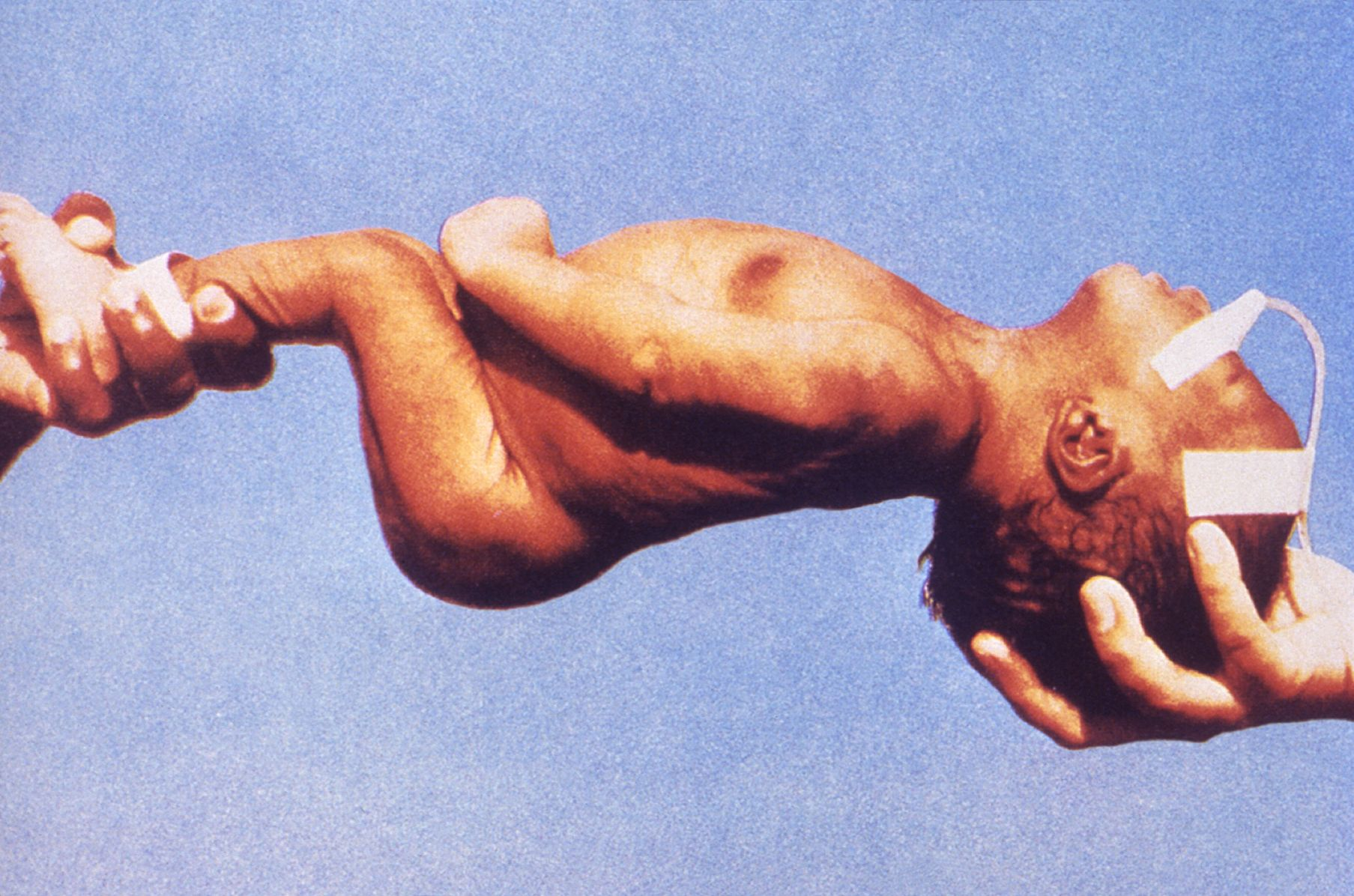
Opisthotonos chez le nouveau-né

Chez l'animal de laboratoire, cette posture peut être reproduite expérimentalement par section du mésencéphale. C'est la décérébration. Alors que lors d'une décortication, on observe une flexion.
Chez l'enfant et le nouveau-né, la posture est souvent plus accentuée que chez l'adulte. Dans les cas extrêmes, les pieds du nourrisson touchent la tête.
Application clinique : un patient comateux immobile en flexion est dans un stade moins évolué de coma qu'un patient immobile en extension (voir échelle de Glasgow).
Non traité par des médicaments susceptibles de relâcher la tension musculaire, l'opisthotonos peut aboutir à des troubles respiratoires entraînant une asphyxie. En cas de respiration difficile, une trachéotomie peut être envisagée.
L’arc hystérique en opisthotonos est une posture prise par les patientes lors des grandes crises de cette névrose.

## Causes
- Tétanos
- Troubles neurologiques (engendrés par un traumatisme, une hémorragie cérébrale, une tumeur, etc.), décérébration
- Ictère nucléaire
- Infirmité motrice cérébrale
- Méningite
- Maladie du sirop d'érable
- Maladie hémorragique virale
- Malformation d'Arnold-Chiari
- Maladie de Gaucher
- Maladie de Krabbe
- Paludisme grave
- Paralysie supranucléaire progressive (Maladie de Steele-Richardson-Olszewski)
- Nanisme achondroplasique
- Nouveau-né né par voie basse en présentation de la face
- Syndrome malin des neuroleptiques
- Engagement des amygdales cérébelleuses = des crises toniques postérieures de Jackson
- Intoxication aiguë aux cyanhydriques[1]
- Crise somatoforme